# Крячок антарктичний
Крячок антарктичний (Sterna vittata) — вид сивкоподібних птахів родини крячкових (Sternidae). Мешкає повсюдно в морях Південної півкулі. Тіло сягає 38 см завдовжки. Шлюбне оперення в антарктичного крячка з'являється південним літом — кінці крил сіріють, тоді як зазвичай в польоті вони чорні.
Розмноження антарктичного крячка відбувається з середини листопада по початок грудня. Пташенят виводять з грудня по лютий. Головну небезпеку для птахів і їх потомства становлять скунси і ягуари.
Приблизна чисельність популяції антарктичного крячка становить 140000 птахів.